# Hugh Neville Dixon
Hugh Neville Dixon (Wickham Bishops, 20 de abril de 1861 - Wickham, 9 de mayo de 1944) fue un botánico, briólogo, y explorador inglés, destacado coleccionista de especímenes en India. Era el segundo hijo de Robert y de Susan Dixon, una familia de granjeros y molineros, bien conocidos en Essex.

## Algunas publicaciones

### Libros
- 1904. The student's handbook of British mosses. Ed. V. T. Sumfield. 586 pp.
- 1912. Report on the mosses of the Abor Expedition, 1911-12. Volumen 6, Nº 3 de Records of the Botanical Survey of India. Ed. Govt. Print., India. 89 pp.
- 1913. Studies in the bryology of New Zealand: with special reference to the herbarium of Robert Brown ... Bulletin (New Zealand Institute). Ed. Ferguson & Osborn. 372 pp.
- 1926. Mosses collected in Gilgit, etc., by J. Garrett and W. Lillie. Volumen 9. Ed. India Central Publication Branch. 313 pp.
- 1927. Muscineae, Parte 13. Fossilium catalogus: Plantae. Ed. W. Junk. 116 pp.
- 1960. Mosses of Tristan da Cunha. Resultados de la Expedición Científica Noruega a Tristan da Cunha 1937-1938. Ed. H. Aschehoug. 49 pp.

## Reconocimientos
- Miembro de la Sociedad Linneana de Londres, en 1885. Y miembro del Concejo de 1925 a 1930, vicepresidente en 1928
- Miembro de la "Sullivant Moss Society of America", en 1907; y miembro honorario en 1938